# Ruth Wolf-Rehfeldt

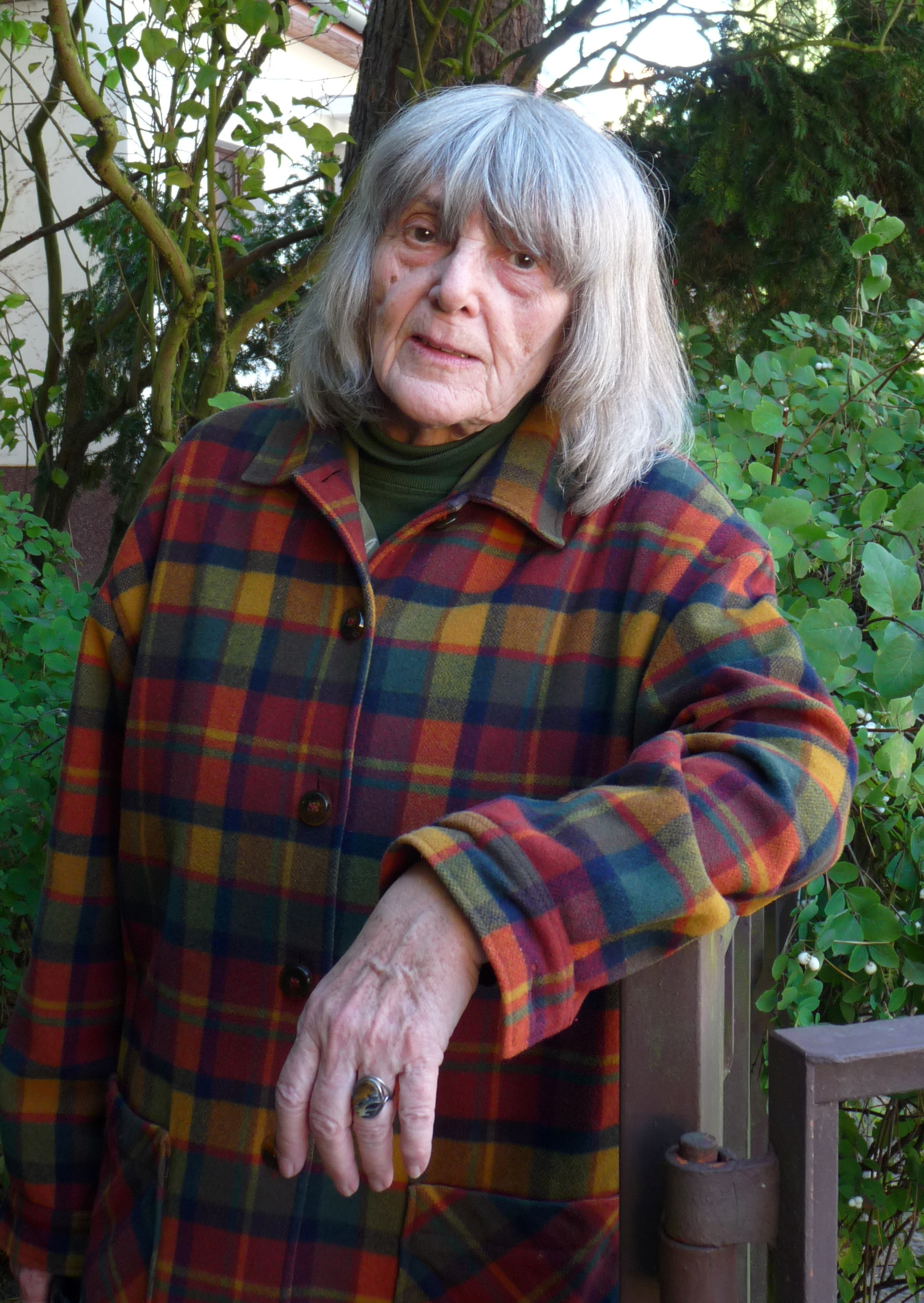
Ruth Wolf-Rehfeldt, 2012

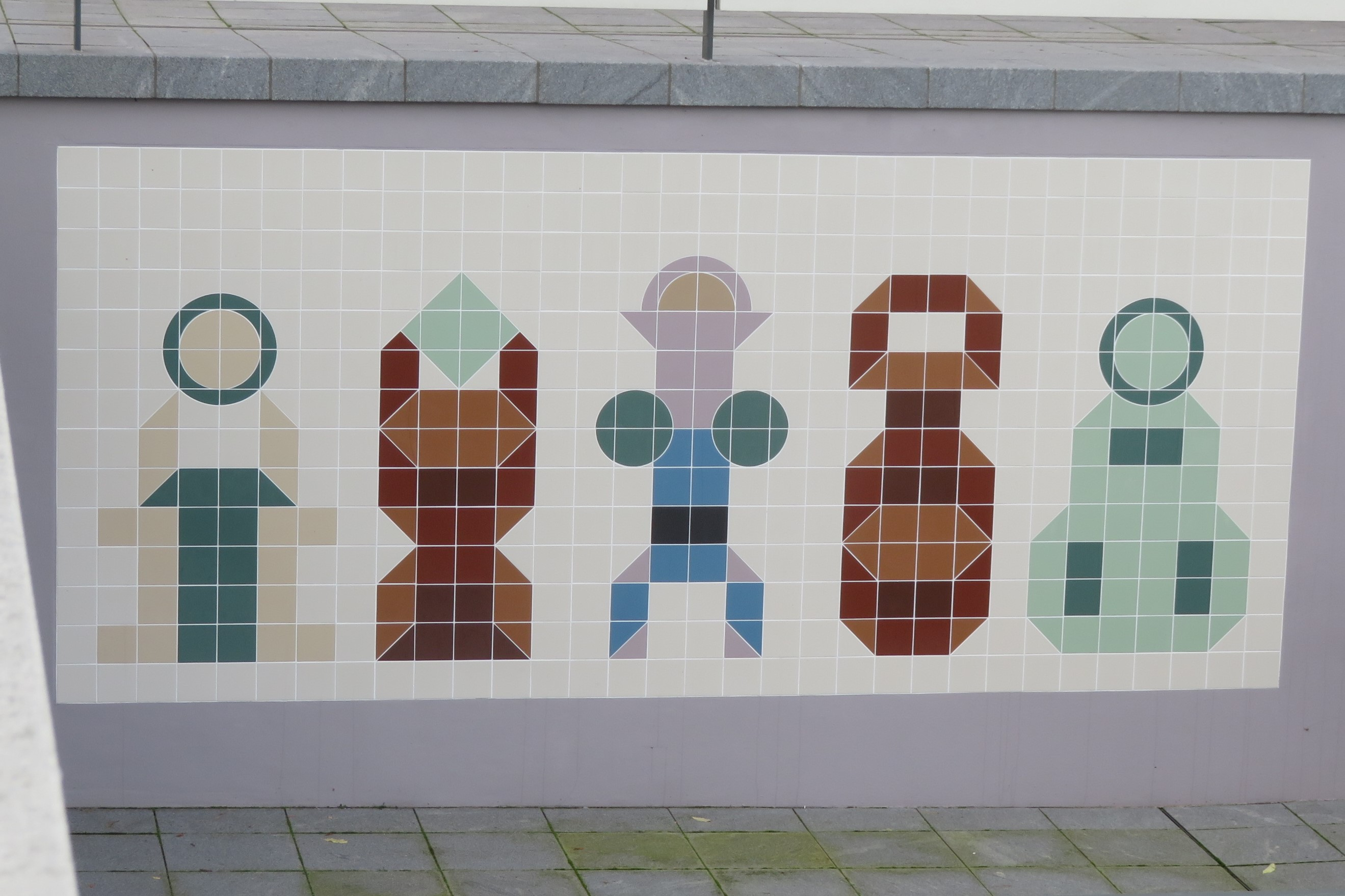
Kachelmosaik an der Seitentreppe des Museums Das Minsk, Potsdam

Ruth Wolf-Rehfeldt (* 8. Februar 1932 in Wurzen; † 26. Februar 2024 in Berlin) war eine deutsche Künstlerin in den Bereichen Visuelle Poesie, Typewriting und Mail Art.

## Leben und Werk
Von 1947 bis 1950 machte Marie Ruth Wolf eine Lehre als Industriekauffrau. 1950 zog sie nach Berlin und machte an der Arbeiter-und-Bauern-Fakultät das Abitur, danach studierte sie ein Jahr lang Philosophie an der Humboldt-Universität. 1954 lernte sie Robert Rehfeldt kennen, den sie ein Jahr später heiratete. Das Paar hat einen gemeinsamen Sohn, den 1956 geborenen René Rehfeldt. Er ist an der Universität der Künste Berlin beschäftigt, wo er die Druckwerkstatt leitet.
Ruth Wolf-Rehfeldt fand eine Tätigkeit in der Ausstellungsabteilung der Akademie der Künste und zeichnete und malte nebenher. Anfang der 1970er Jahre begann sie ihre typischen Schreibmaschinengrafiken (Typewritings) zu entwickeln und sich an der Mail Art ihres Mannes zu beteiligen. 1975 wurde sie als Kandidatin in den Verband bildender Künstler der DDR aufgenommen. Seitdem signierte sie mit dem Namen Ruth Wolf-Rehfeldt. 1990 stellte sie ihre künstlerische Arbeit weitgehend ein.

## Würdigung
Zu ihrem 80. Geburtstag zeigte das Weserburg Museum für moderne Kunst in Bremen 2012 ihr gesamtes Œuvre an Typewritings. Es entstand auch eine Edition ihrer besten Blätter im Verlag Lutz Wohlrab. So wurde Jennifer Chert auf sie aufmerksam. 2015 widmete die Chert Gallery in Berlin Ruth Wolf-Rehfeldt eine Einzelausstellung. 2016 erschienen eine Monografie und das Buch Schrift Stücke sowie Artikel in verschiedenen Kunstzeitschriften.
2017 nahm sie an der documenta 14 in der Ausstellungshalle Neue Neue Galerie in Kassel teil. Noch im selben Jahr waren Werke von Ruth Wolf-Rehfeldt in der Kunsthalle Malmö und im Zentrum für Zeitgenössische Kunst in Riga, im Künstlerhaus Oslo, im Museum Barberini in Potsdam und in Paris zu sehen. 2018 gab es Einzelausstellungen in der Galerie Neue Meister (Albertinum) in Dresden und in der Nationalgalerie Albaniens in Tirana, sowie Ausstellungsbeteiligungen in der Bundeskunsthalle in Bonn, im Hamburger Bahnhof – Museum für Gegenwart – Berlin, im Staatlichen Museum Schwerin und im Brandenburgischen Landesmuseum für Moderne Kunst, Frankfurt/Oder. 2019 wurden ihre Typewritings in der Braunsfelder/Family Collection in Köln und im Kunstverein Reutlingen gezeigt. 2020 stellte die Galerie Sprüth Magers Ruth Wolf-Rehfeldt gemeinsam mit Hanne Darboven in London aus.
2021 erhielt Ruth Wolf-Rehfeldt den Gerhard-Altenbourg-Preis und eine Ausstellung im Prinzenpalais des Residenzschlosses (Lindenau-Museum) in Altenburg. Sie wurde 2022 mit der Verleihung des Hannah-Höch-Preises des Landes Berlin und einer Ausstellung im Kupferstichkabinett Berlin geehrt. Das Minsk – Kunsthaus in Potsdam würdigte Ruth Wolf-Rehfeldt schließlich 2023 mit einer umfassenden Retrospektive und einem Festessen im Kunstraum Potsdam, an dem sie 91-jährig vergnügt teilnahm. Kurz nach ihrem 92. Geburtstag verstarb sie in Berlin.

## Auszeichnungen
- 2021: Gerhard-Altenbourg-Preis[7]
- 2022: Hannah-Höch-Preis[8]

## Einzelausstellungen (Auswahl)
- 1975: Galeria Teatru Studio Warschau (zusammen mit Robert Rehfeldt)
- 1976: Galerie im Literaturhaus Budapest (zusammen mit Robert Rehfeldt)
- 1980: Klubgalerie „Otto von Guericke“, Magdeburg
- 1981: Galerie Sit Petri, Lund, Schweden
- 1985: Torgalerie Neubrandenburg
- 1986: Kunstpavillon Heringsdorf (zusammen mit Robert Rehfeldt)
- 1989: Fliesenwerke Boitzenburg (zusammen mit Robert Rehfeldt)
- 2012: Studienzentrum für Künstlerpublikationen in der Weserburg | Museum für Moderne Kunst Bremen
- 2015: SIGNS FICTION, Chert Gallery Berlin, Inselgalerie Berlin
- 2017: Schrift Stücke, Immanence Paris; A – The Mail Art Archive of Ruth Wolf-Rehfeldt and Robert Rehfeldt, ChertLüdde Gallery Berlin; PRESSURE │ IMPRINT Ruth Wolf-Rehfeldt, Charlotte Johannesson, Ester Fleckner, Malmö Konsthall
- 2017: Ohne Titel (Mail Art Collaborations), auf der documenta 14[9]
- 2018: Für Ruth, der Himmel in Los Angeles, Ruth Wolf-Rehfeldt & David Horvitz, Albertium Dresden, Ruth Wolf-Rehfeldt: Signs of signs & B – The Mail Art Archive of Ruth Wolf-Rehfeldt and Robert Rehfeldt, ChertLüdde Gallery Berlin, Ruth Wolf-Rehfeldt, Nationalgalerie Albaniens in Tirana
- 2020: Hanne Darboven, Ruth Wolf-Rehfeldt: Sign of the Times, Times of the Sign, Sprüth Magers London; Die Rehfeldts – eine Künstlerfamilie aus Pankow, Galerie Wolf & Galentz Berlin
- 2021: Ruth Wolf-Rehfeldt: Gerhard-Altenbourg-Preis, Ausstellung anlässlich der Verleihung des Gerhard-Altenbourg-Preises 2021 in Altenburg im Prinzenpalais des Residenzschlosses Altenburg (26. September bis 14. November 2021)[10]
- 2023: Ruth Wolf-Rehfeldt – Nichts Neues. Das Minsk Kunsthaus in Potsdam, 11. Februar bis 7. Mai 2023[11]
- 2025: Ruth Wolf-Rehfeldt – In the end something begins with us. ChertLüdde, Berlin. Ruth Wolf-Rehfeldt – Tippen für den Druck. Galerie aKonzept & Raphaël Lévy, Berlin. https://galerieakonzept.com/de/austellung/ruth-wolf-rehfeldt/

## Gruppenausstellungen (Auswahl)
- 1972: Galeria Sztuki Informacji Kreatywnej, Wrocław/Breslau
- 1977: Visual Poetics, Museu de Arte Contemporânea, São Paulo
- 1978: „Collagen, Montagen, Frottagen von Künstlern der DDR“, Leipzig, Galerie am Sachsenplatz
- 1978: Werkstatt 1978, Otto-Nagel-Haus Berlin
- 1993: Schrift Bild Text, Museum Salzwedel[12]
- 1996: Mail Art Osteuropa – im internationalen Netzwerk, Staatlichen Museum Schwerin (Katalog)
- 1997: … keine Kunst? Mail Art-Projekte, Museum für Post und Kommunikation Berlin
- 2009: Obenauf und ungebrochen, Künstlerpublikationen aus der DDR, Studienzentrum Weserburg – Das Museum für Moderne Kunst Bremen (Katalog)
- 2009: Subversive Praktiken. Kunst unter Bedingungen politischer Repression – 60er–80er / Südamerika / Europa, Württembergischer Kunstverein Stuttgart (Katalog)
- 2013: Arte Postale, Akademie der Künste, Berlin (Katalog), „Text“, Berlin
- 2015: Art is a written word, Galerie Meyer, Marseille; Abstraction of Economy, Danish National Art Library, Kopenhagen
- 2016: Art Basel Feature; Gegenstimmen. Kunst in der DDR von 1976–1989, Martin-Gropius-Bau, Berlin (Katalog); Seeable/Sayable, Kunstnernes Hus, Oslo
- 2016/17: Klappe Eins, Affe tot…, Kunstsaele Berlin
- 2017: AM ANFANG WAR DAS WORT AM. Kunsthaus der Achim Freyer Stiftung; Out of Office. Büro-Kunst oder das Büro im Museum, Museum für konkrete Kunst, Ingolstadt (Katalog); Documenta 14 in Kassel (Katalog); Hinter der Maske. Künstler in der DDR, Museum Barberini Potsdam (Katalog); You’ve got 1243 unread messages, Latvian Centre for Contemporary Art, Riga
- 2018: „Deutschland ist keine Insel“, Sammlung Zeitgenössischer Kunst der Bundesrepublik Deutschland. Ankäufe von 2012 bis 2016, Bundeskunsthalle Bonn; „Hello World. Revision a Collection“, Hamburger Bahnhof – Museum für Gegenwart – Berlin; „Hinter dem Horizont…“ Kunst der DDR aus den Sammlungen des Staatlichen Museums Schwerin; „Types of Typewriting“ in der Weddinger Galerie Oqbo raum für bild wort und ton; Real Pop 1960–1985, Brandenburgisches Landesmuseum für Moderne Kunst
- 2019: Bild & Schrift – Die Revolution in Hennef kann warten. Susanne Neuerburg Galerie Hennef; ZWISCHEN AUSGÄNGEN, GALERIE WEISSER ELEFANT Berlin
- 2021: OST/WEST – Alternativen: Joseph Beuys und die Performance- und Mail Art-Szene in der DDR, Museum FLUXUS+ Potsdam
- 2022 Spheres of Interest – nach Ruth Wolf-Rehfeldt, IFA-GALERIE BERLIN; Worin unsere Stärke besteht 50 Künstlerinnen aus der DDR, Berliner Kunstraum Kreuzberg/Bethanien; herzwärts wild. Umbrüche 1982–97, Künstlerinnen aus der DDR, Brandenburgisches Landesmuseum für Moderne Kunst, CB Dieselkraftwerk
- 2023/24 Elmgreen & Dragset: READ, Kunsthalle Prag

## Publikationen
- Am Anfang war das Wort. Lüdenscheid 1984.
- Mühsam wachsen werdende Strukturen. Wohlrab-Verlag, Berlin 2015.
- Signs Fiction. Chert and Motto Books, 2016.
- Schrift Stücke. Typewritings und Gedichte. Berlin 2016.
- Gerhard-Altenbourg-Preis 2021. Sandstein Verlag 2021, ISBN 978-3-95498-619-4.
- Galerie aKonzept & Raphaël Lévy (Hrsg.): Ruth Wolf-Rehfeldt – Tippen für den Druck. Wohlrab-Verlag, Berlin 2025, ISBN 978-3-0008184-7-9.

## Belege
1. ↑  Ingeborg Ruthe: Ruth Wolf-Rehfeldt zum 90. Geburtstag: Avantgarde mit den Typen der „Erika“, fr.de, 7. Februar 2022, abgerufen am 8. Februar 2022.
2. ↑  Kito Nedo: Nachruf auf Ruth Wolf-Rehfeldt: Die Maschinistin. Süddeutsche Zeitung, 28. Februar 2024, abgerufen am 28. Februar 2024.
3. ↑  Ulrike Bajohr: Die Rehfeldts – eine Künstlerfamilie aus Ostberlin. In: hoerspielundfeature.de. 24. Mai 2024, abgerufen am 24. Mai 2024.
4. ↑  Christopher Williams-Wynn: “Ende statt Wende”: Ruth Wolf-Rehfeldt’s Typewritings and the Critique of German Reunification. In: artmargins.com. 28. Juli 2024, abgerufen am 18. April 2025.
5. ↑  Susanne Kippenberger: Wiederentdeckte Künstlerinnen: Alte Meisterinnen. In: tagesspiegel.de. 25. November 2020, archiviert vom Original am 25. November 2020; abgerufen am 26. Februar 2024.
6. ↑  Karla Sachse: Ruth Wolf-Rehfeldt died. In: mailartists.wordpress.com. 28. Februar 2024, abgerufen am 30. Dezember 2024 (englisch).
7. ↑  Ruth Wolf-Rehfeldt erhält Gerhard-Altenbourg-Preis (Memento vom 1. Dezember 2020 im Internet Archive), Kulturnachrichten auf deutschlandfunkkultur.de vom 23. November 2020, abgerufen am 24. November 2020.
8. ↑  Ruth Wolf-Rehfeldt erhält den Hannah-Höch-Preis 2022. Berlin Senatsverwaltung für Kultur und Europa, 16. Dezember 2021, abgerufen am 22. Dezember 2021.
9. ↑  Barbara Casavecchia: Ruth Wolf-Rehfeldt. Auszug aus documenta 14: Daybook. In: documenta14.de. Abgerufen am 4. Januar 2025.
10. ↑  26. September bis 14. November 2021: Ruth Wolf-Rehfeldt – Gerhard-Altenbourg-Preis 2021. In: Lindenau-Museum Altenburg. Abgerufen am 16. April 2022.
11. ↑  Ruth Wolf-Rehfeldt – Nichts Neues. Das Minsk Kunsthaus in Potsdam, abgerufen am 3. Januar 2023.
12. ↑  http://d-nb.info/1066870322 abgerufen am 25. September 2021

| Personendaten    | Personendaten                                                     |
| ---------------- | ----------------------------------------------------------------- |
| NAME             | Wolf-Rehfeldt, Ruth                                               |
| KURZBESCHREIBUNG | deutsche Künstlerin in den Bereichen Visuelle Poesie und Mail Art |
| GEBURTSDATUM     | 8. Februar 1932                                                   |
| GEBURTSORT       | Wurzen                                                            |
| STERBEDATUM      | 26. Februar 2024                                                  |
| STERBEORT        | Berlin                                                            |